# 1996-os Dakar-rali
Az 1996-os Dakar-rali 1995. december 30-án rajtolt Granadában és 1996. január 14-én ért véget Dakarban.  A 18. alkalommal megrendezett versenyen 119 motoros 106 autós és 70 kamionos egység indult.

## Útvonal
| Szakasz | Dátum        | Honnan         | Hova           | Össztáv (km) |
| ------- | ------------ | -------------- | -------------- | ------------ |
| 1       | december 30. | Granada        | Málaga         | 241          |
| 2       | december 31. | Nador          | Oujda          | 223          |
| 3       | január 1.    | Oujda          | Er Rachidia    | 552          |
| 4       | január 2.    | Er Rachidia    | Foum el Hassan | 776          |
| 5       | január 3.    | Foum el Hassan | Smara          | 494          |
| 6       | január 4.    | Smara          | Zouérat        | 620          |
| 7       | január 5.    | Zouérat        | Atar           | 374          |
| 8       | január 6.    | Atar           | Zouérat        | 539          |
|         | január 7.    | Pihenőnap      |                |              |
| 9       | január 8.    | Zouérat        | El Mreïti      | 638          |
| 10      | január 9.    | El Mreïti      | Tichit         | 632          |
| 11      | január 10.   | Tichit         | Kiffa          | 535          |
| 12      | január 11.   | Kiffa          | Kayes          | 281          |
| 13      | január 12.   | Kayes          | Labé           | 522          |
| 14      | január 13.   | Labé           | Tambacounda    | 587          |
| 15      | január 14.   | Tambacounda    | Dakar          | 565          |

## Végeredmény
A versenyt összesen 50 motoros, 50 autós és 21 kamionos fejezte be.

### Motor
|    | Versenyző      | Motor  |
| -- | -------------- | ------ |
| 1. | Edi Orioli     | Yamaha |
| 2. | Jordi Arcarons | KTM    |
| 3. | Carlos Sotelo  | KTM    |

### Autó
|    | Versenyző            | Motor      |
| -- | -------------------- | ---------- |
| 1. | Pierre Lartigue      | Citroën    |
| 2. | Philippe Wambergue   | Citroën    |
| 3. | Jean Pierre Fontenay | Mitsubishi |

### Kamion
|    | Versenyző          | Motor |
| -- | ------------------ | ----- |
| 1. | Viktor Moskovskikh | Kamaz |
| 2. | Karel Loprais      | Tatra |
| 3. | Ladislav Fajtl     | Tatra |